# マスーアン (マサチューセッツ州)
マスーアン（英: Methuen、[məˈθuːən]）は、アメリカ合衆国マサチューセッツ州のエセックス郡にある都市。人口は5万3059人（2020年）。ニューハンプシャー州境に接している。

## 歴史
マスーアンは1642年に最初の入植があり、1726年には公式に法人化された。当初はヘイブリルの一部だった。1724年、町の東部にいたスティーブン・バーカー達が植民地議会に、ホークスメドウ・ブルック上流に新しい町を形成する許可を得るべく請願を行った。町の他の者達からは反対されたが、翌1725年12月8日に請願が認められ、議会はマスーアンという名での法人化を承認した。この名称は国王枢密院の議員であり、植民地総督代行ウィリアム・ダマーの友人だったポール・マスーアン卿にちなむものだった。最初のタウンミーティングは1726年3月9日に開催された。
1800年代に工業が成長し、マスーアンは発展した。1820年代にスピケット川滝の所にマスーアン綿糸工場が建設され、スピケット川沿いの小さな工場で帽子や靴の製造が増加したことで、オズグッド、ブロードウェイ、ハンプシャー、プレザント各通りの周辺地域に、マスーアン経済、住宅、文化の活動が集中化することになった。ネビンス、テニーズ、サールズという裕福で著名な3家族が、マスーアンの歴史と発展の中で重要な役割を果たした。これらの家族は、ネビンス記念図書館、サールズ・ビル、テニー・ゲイトハウス、ネビンス邸、スピケット滝、プレザント通りとチャールズ通りの間の南北戦争記念碑など、マスーアンの多くの目印になっているものの建設を推進した。

## 地理と交通
マスーアン市は北緯42度43分48秒 西経71度10分46秒 / 北緯42.73000度 西経71.17944度 (42.730040, −71.179352)に位置している。
アメリカ合衆国国勢調査局に拠れば、市域全面積は23.1平方マイル (59.7 km2)であり、このうち陸地22.2平方マイル (57.6 km2)、水域は0.77平方マイル (2.0 km2)で水域率は3.42%である。
町はメリマック川の北岸にあり、スピケット川に二分されている。他にも多くの小川や水流がある。幾つかの池も点在しており、市有林、鳥類保護区、小さな州立公園（テニー州立公園）もある。市域南端に近いメリマック川にあるパイン島も市に属している。
マスーアンはエセックス郡の北西縁に位置し、ミドルセックス郡のすぐ東、ニューハンプシャー州ロッキンガム郡のすぐ南にある。北東にはヘイブリル市との不規則な形をした市境がある。東はノースアンドーバー町、南はローレンス市とアンドーバー町、西はミドルセックス郡のドラカット町に接している。北西はニューハンプシャー州ヒルズボロ郡ペラム町、北はニューハンプシャー州ロッキンガム郡セイラム町となっている。州都ボストン市からは北北西に30マイル (48 km)、ニューハンプシャー州マンチェスター市から南南東に25マイル (40 km) に位置している。
マサチューセッツ州内を走る州間高速道路93号線では北端にあり、市内には出口が3か所ある。州間高速道路495号線が市内東部を横切り、ローレンス市とヘイブリル市を繋いでいる。マサチューセッツ州道213号線は「環状接続路」でもあり、2本の州間高速道路を繋ぎ、市内に全てが入り、出口は5か所にある。その他、州道28号線、同110号線、同113号線も市内を通っており、110号線と113号線は、州間高速道路93号線回廊の中でも最大級に混雑する交差点である出口46では、ロータリー交差点で交差している。このインターチェンジを改良する工事が2013年7月に始まった。半クローバー型インターチェンジとなるこの工事は2017年中の完成が見込まれている。州間高速道路93号線は市内で唯一メリマック川を渡す橋を通っている。ローレンス市には幾つか橋があり、ヘイブリル市にも幾つかあるが、州間高速道路93号線の上流7マイル (11 km)、ローウェル市の東端まで橋は1本も無い。
マスーアン市内にはメリマック・バレー地域交通局のバス便が運行されている。市内で大量輸送機関はこれだけである。最寄りの鉄道駅はサウスローレンスにあり、マサチューセッツ湾交通局通勤線ヘイブリル/レディング線によってボストンの北駅に通勤できる。最寄りの小型飛行機空港はノースアンドーバーにあるローレンス市民空港である。またメリマック・バレー水上飛行機基地もある。最寄りの主要空港はニューハンプシャー州マンチェスターのマンチェスター・ボストン地域空港、国際便ならボストンのジェネラル・エドワード・ローレンス・ローガン国際空港がある。

## 人口動態
以下は2000年国勢調査による人口統計データである。
| 基礎データ - 人口: 43,789 人 - 世帯数: 16,532 世帯 - 家族数: 11,539 家族 - 人口密度: 754.8人/km2（1,954.7 人/mi2） - 住居数: 16,885 軒 - 住居密度: 291.0軒/km2（753.7 軒/mi2） 人種別人口構成 - 白人: 89.35% - アフリカン・アメリカン: 1.35% - ネイティブ・アメリカン: 0.22% - アジア人: 2.38% - 太平洋諸島系: 0.01% - その他の人種: 4.87% - 混血: 1.82% - ヒスパニック・ラテン系: 9.64% - ドミニカ系：8.4% - プエルトリコ系：5.7% - グアテマラ系：0.6% - エクアドル系：0.3% - メキシコ系：0.3% - キューバ系：0.3% 年齢別人口構成 - 18歳未満: 24.7% - 18-24歳: 7.3% - 25-44歳: 31.0% - 45-64歳: 21.6% - 65歳以上: 15.3% - 年齢の中央値: 38歳 - 性比（女性100人あたり男性の人口） - 総人口: 91.9 - 18歳以上: 87.0 | 世帯と家族（対世帯数） - 18歳未満の子供がいる: 33.1% - 結婚・同居している夫婦: 53.3% - 未婚・離婚・死別女性が世帯主: 12.2% - 非家族世帯: 30.2% - 単身世帯: 25.3% - 65歳以上の老人1人暮らし: 11.6% - 平均構成人数 - 世帯: 2.62人 - 家族: 3.17人 収入と家計 - 収入の中央値 - 世帯: 49,627米ドル - 家族: 59,831米ドル - 性別 - 男性: 41,693米ドル - 女性: 31,864米ドル - 人口1人あたり収入: 22,305米ドル - 貧困線以下 - 対人口: 7.4% - 対家族数: 5.8% - 18歳未満: 9.7% - 65歳以上: 7.7% |

## 市政府
マスーアンは昔から、タウンミーティングと町政委員会の政府形態を採っており、マスーアン町と呼ばれていたが、憲章を採択して市政委員会とマネジャーの方式に置き換えた。政府形態は歴史的にも法的にも市のものであるが、伝統主義の形をとって、その憲章の中に「町」という呼称を残していた。しかし、マサチューセッツ州の都市は、町にはない自治権があるので、法律上は「マスーアン町と呼ばれる市」と呼ばれるようになった。その後の憲章で強い市長の政府形態を採用し、公式に名称を「マスーアン市」に変えた。

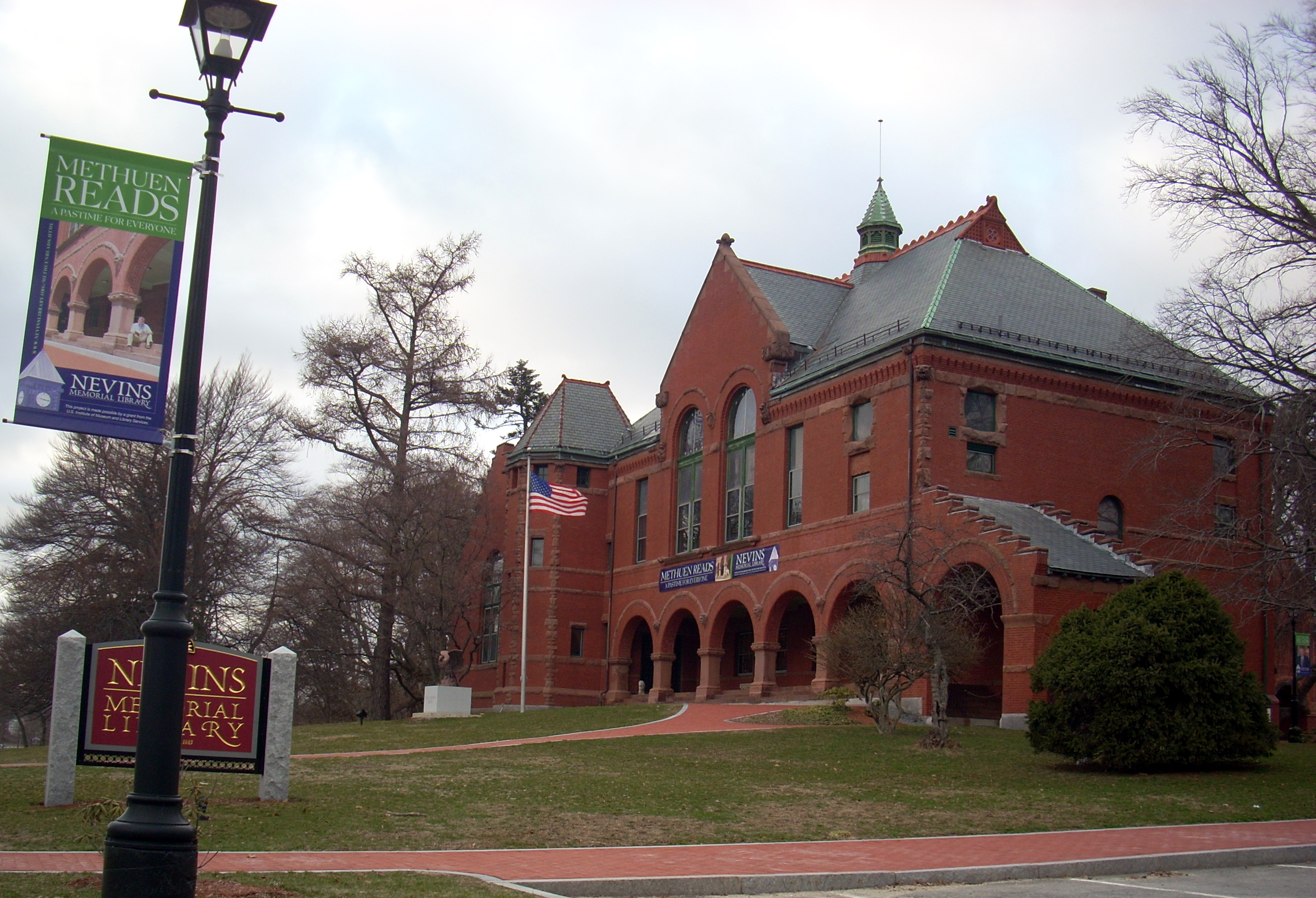
ネビンス記念図書館

マスーアン市政府は、1人の市長、全市を選挙区に選ばれる市政委員3人、東地区の市政委員2人、中央地区の市政委員2人、西地区の市政委員2人、および教育委員会委員6人で構成されている。
| 共和党   | 4,022  | 13.29% |
| 民主党   | 12,023 | 39.73% |
| 無党派   | 13,987 | 46.22% |
| 少数政党 | 227    | 0.75%  |
| 合計     | 30,259 | 100%   |

## 教育

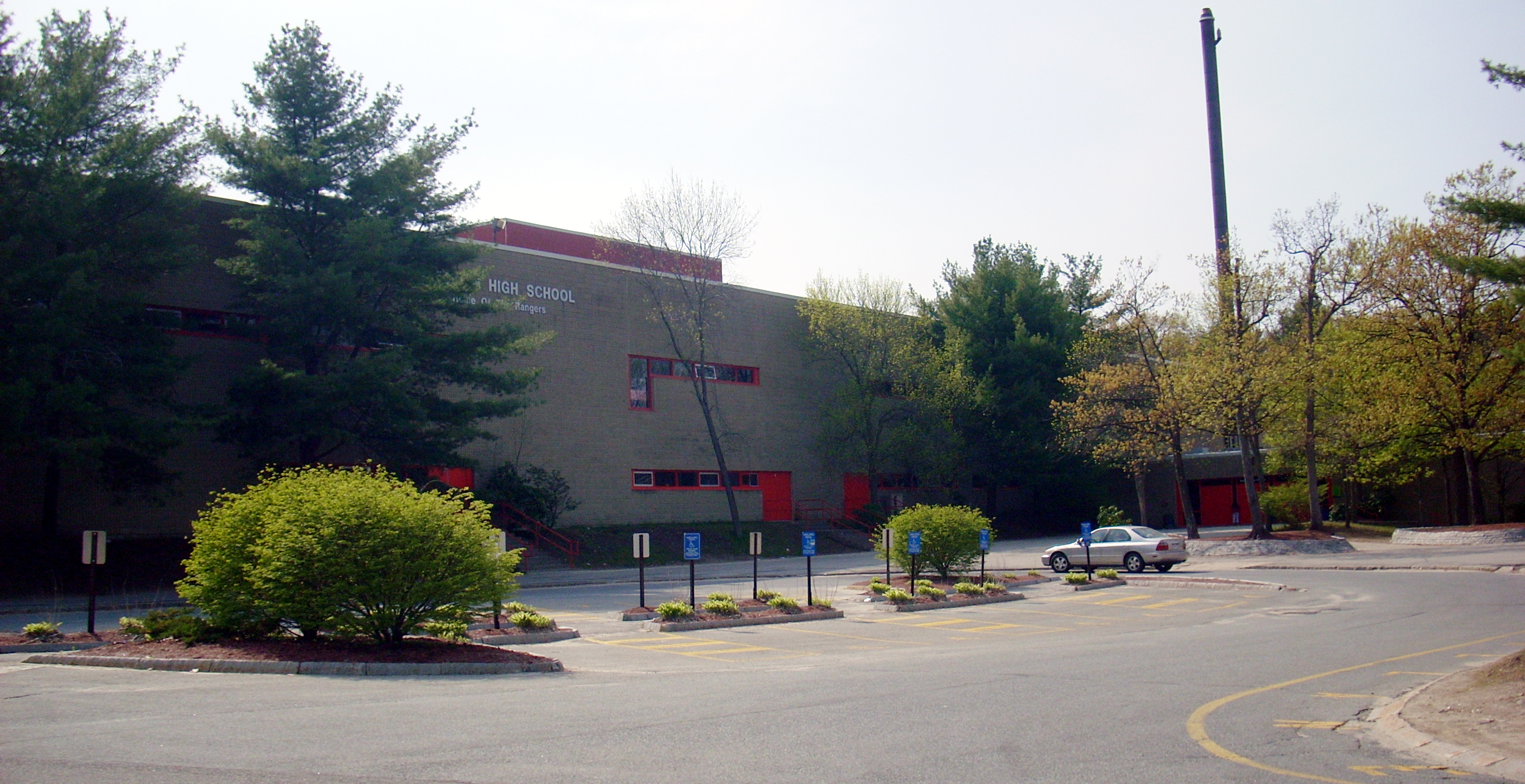
マスーアン高校

### 公立学校
- マスーアン高校
- 包括グラマースクール
- テニー・グラマースクール
- ティモニー・グラマースクール
- マーシュ・グラマースクール

### 私立学校
- イスラミック・アカデミー・フォー・ピース、私立イスラム教共学の小学校と中学校、2001年設立、オークランド・アベニュー125にあり、若いイスラム教徒が地域社会の高潔な指導者にするべく、学術の優秀さとイスラムの価値の基礎を教えている。
- セントモニカ、カトリック教会の幼稚園から8年生を教え、シスターズ・オブ・ノートルダムが運営
- セントアンズ・ホーム・アンド・スクール[11]、学習障害、行動障害、感情障害の幅広い範囲に対応するデイスクールであり、滞在、通学などの選択肢もある。強化され包括的な援助を必要とする児童、青年とその家族のために、継続して特殊サービスを提供できるように工夫されている[12]。

- プレゼンテーション・オブ・メアリー・アカデミー、1958年設立の市立カトリック系高校。元エドワード・F・サールズ荘園と呼ばれていた、広さ22エーカー (8.9 ha) のキャンパスにある。当初は9年生から12年生の女子を教えていたが、2011年から2012年の教育年度に共学になった[13]。

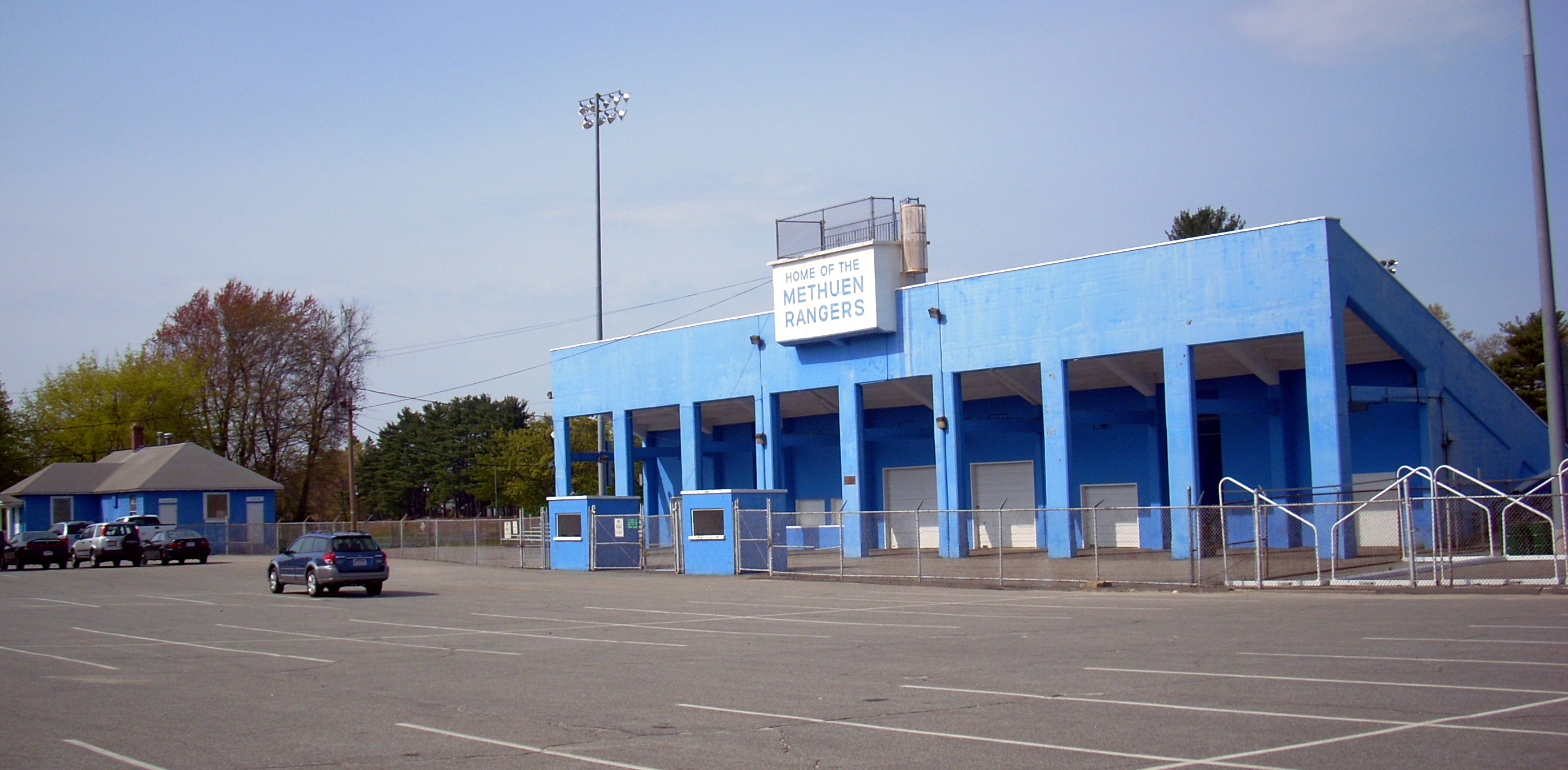
ニコルソン・スタジアム、マスーアン・レンジャーズの本拠地

### スポーツ
マスーアン高校の運動競技チームはメリマック・バレー・カンファランスに属している。その大きな対抗相手はアンドーバー高校のゴールデンウォリアーズ、ローレンス市のセントラル・カトリック高校レイダーズ、ヘイブリル高校ヒリーズである。感謝祭の日にはドラカット高校ミディーズとフットボールの試合を行う。この2チームは1935年の感謝祭ではない日に最初の試合を行い、その後1963年に感謝祭の日の設定が行われてから再開された。高校のカラーは白と青であり、マスコットはレンジャーである。これは町の住人ロバート・ロジャーズが設立したロジャーズ・レンジャーズに因むものであり、アメリカ陸軍レンジャーズの前身である。

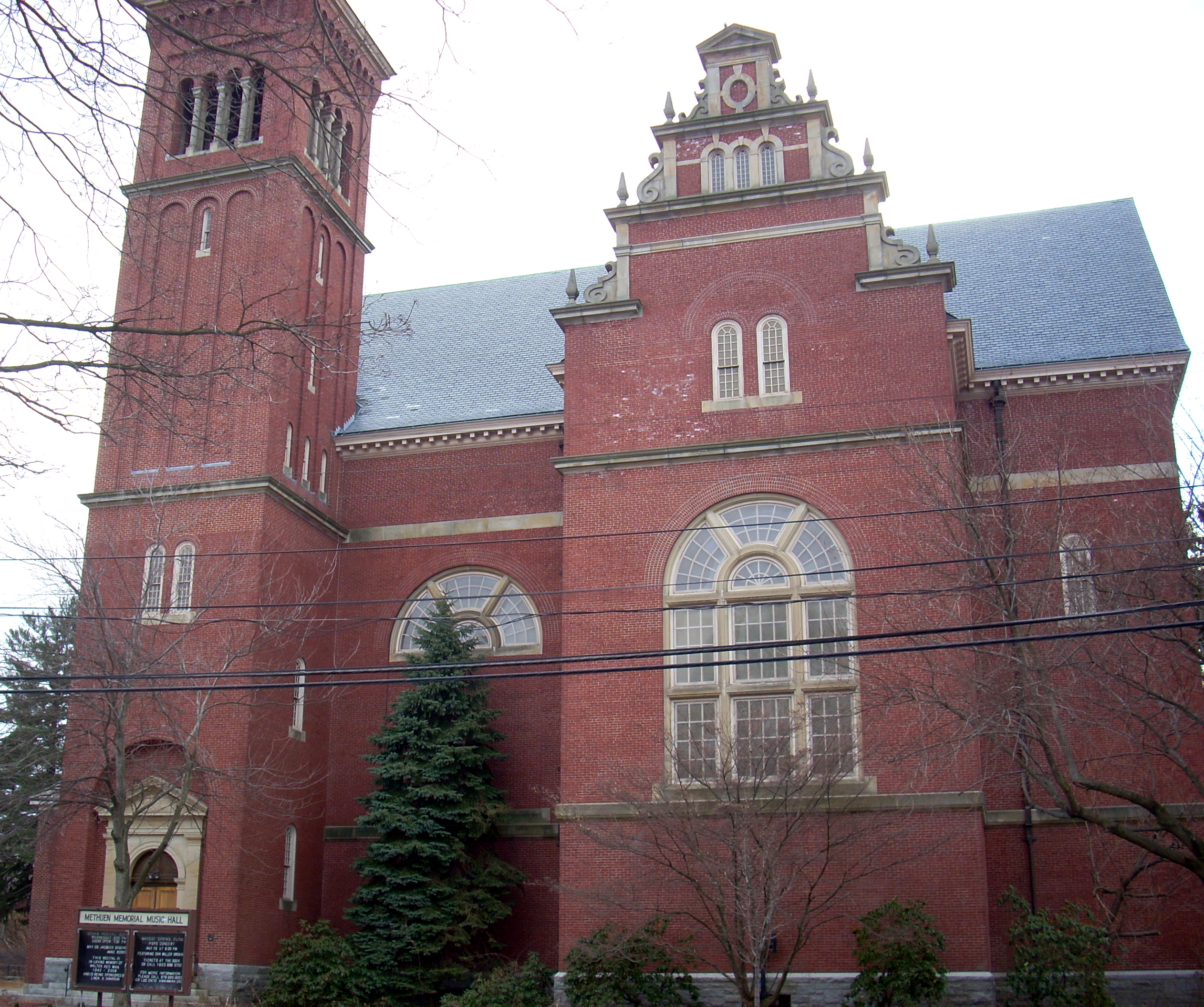
マスーアン記念音楽ホール

## 歴史地区
サールズ・テニー・ネビンス歴史地区、1992年に「マサチューセッツ州で最大級に特徴ある地区の建築と豊かな性格」を保存するために市が設立した地区であり、市の父であるデイビッド・C・ネビンス、エドワード・F・サールズ、チャールズ・H・テニーにちなんで名付けられた。
市のウェブサイトには次の様に記されている
今日、3人が合わせたビジョンは、工場、住宅、学校、邸宅、教会、記念碑、遊技場、図書館に見られ、その美的な競合からできた建築物のファンタジーが見える。この歴史地区の領域は、サールズ、テニー、ネビンス各家とそこで働いた人々によって建設され使われた資産が含まれるように設定された

この歴史地区はマスーアン歴史地区委員会が管理しており、その歴史的一体性を損なうかもしれない改変から保護している。サールズ・テニー・ネビンス歴史地区に入っているのは、スピケット滝歴史地区とプレザント・ハイ歴史地区である。どちらも地域の多くの建物と同様にアメリカ合衆国国家歴史登録財に指定されている。

## 見どころ
- フォレスト湖は市有林に囲まれるひろさ55エーカー (22 ha) の大きなレクリエーション用池である。アクセスはフォレスト湖協会が管理している。住民や観光客が釣り、カヌー、水泳などの活動に関わることができる
- マスーアン記念音楽ホール、当初ボストン音楽ホールのためにワルカー・オーゲルボーが制作したパイプオルガンを収容する特別の目的で建設された。1世紀以上前に慈善事業家と篤志家であるエドワード・フランシス・サールズがオルガンを購入していた。このオルガンを収容する場所は通常の家ほどにも大きく、華美であり、J・S・バッハの胸像を装飾の中央に置いている
- マスーアン・レイルトレイル[16]は、放棄されたボストン・アンド・メイン鉄道のマンチェスター・アンド・ローレンス線の回廊を使っている。ローレンスのスピケット川グリーンウェイ[17]と再開発中のセイラム・バイク・ペッド・コリダー[18]を繋いでいる
- マスーアン市のアメリカ合衆国国家歴史登録財
- ネビンス記念図書館、1868年にデイビッド・ネビンス・シニアによって設立され、その死から2年後の1883年に完成した。レンガ造りとステンドグラスの図書館は1984年に国家歴史登録財に指定された
- セントバジル神学校[19]、ギリシャ正教の聖職者社会であるバジリアン・サルバトリアン・オーダーのための要所である
- セントキセニア正教会[20]、在外ロシア正教会の多民族多文化教区。セントジョン・オブ・ダマスカス教会学校を主宰している[21]

## 著名な出身者
- スティーブ・ベドローシアン、メジャーリーグベースボール選手、アトランタ・ブレーブス他
- イライアス・コーリー、科学者、1990年にノーベル化学賞受賞
- ロバート・フロスト、象徴的詩人、ピューリッツァー賞を4度受賞、議会名誉黄金勲章受章[22][23]
- クリストファー・レナーツ、作曲家、映画、テレビドラマ、ビデオゲームの音楽を担当
- ジミー・ペドロ、柔道選手、アトランタオリンピックとアテネオリンピック (2004年)で銅メダル
- ロバート・ロジャーズ（1731年–1795年）、ロジャーズ・レンジャーズの設立者、アメリカ陸軍レンジャーズの前身となった
- ジョン・ルイス、プロボクサー、WBAヘビー級世界チャンピオン